# Kocs

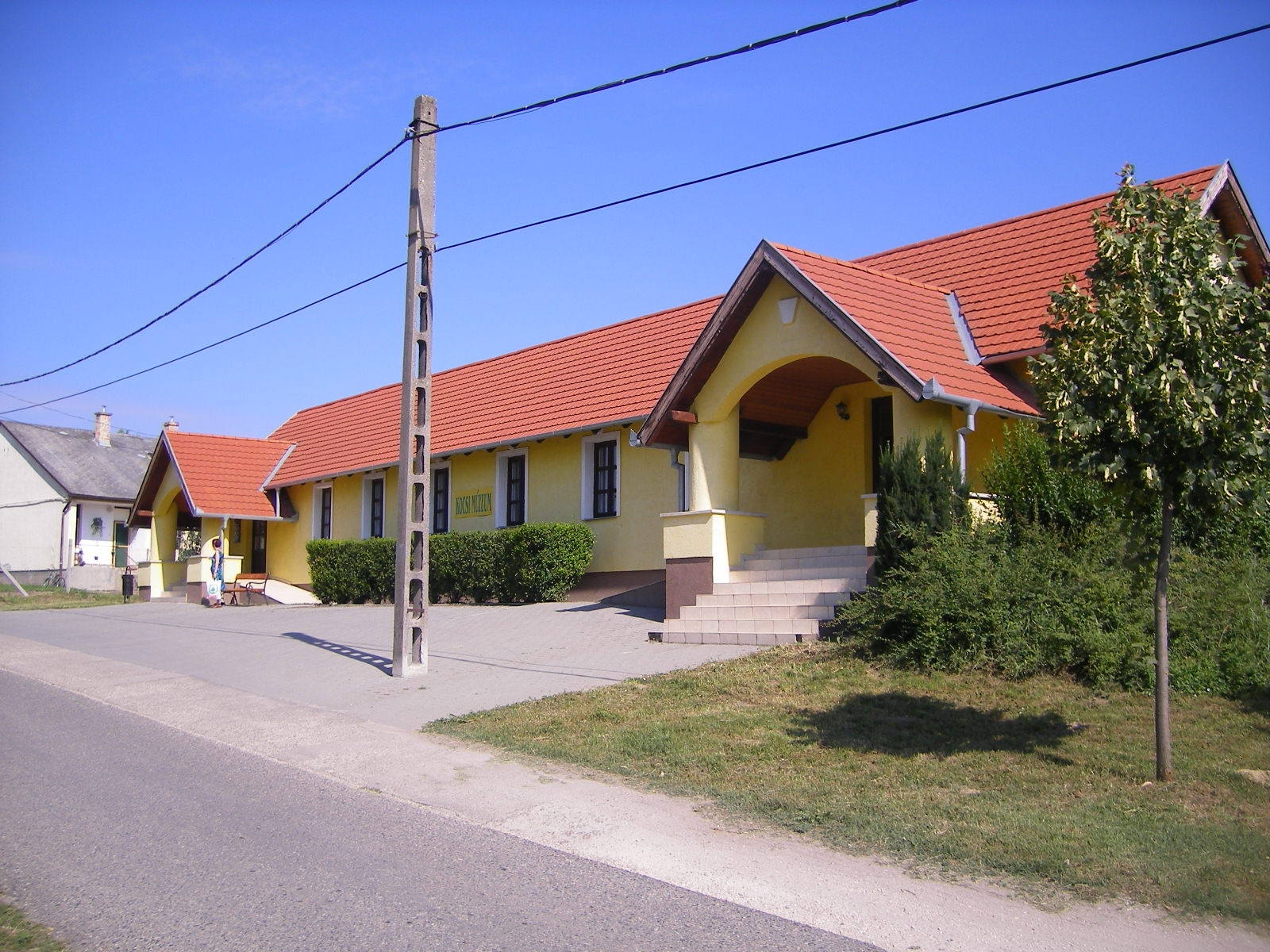
Vagnsmuseet i Kocs.

Kocs (kotʃ) är en ort i provinsen Komárom-Esztergom i nordvästra Ungern. Den ligger ca 10 km sydväst om Tata och ca 75 km väst om Budapest. År 2004 hade Kocs 2 716 invånare.
Känt för vagntillverkning. Orden kusk och coach har sina etymologiska ursprung i ortens namn.